# 25 mars dans les chemins de fer
25 février 25 avril
Chronologies thématiques
- Croisades
- Sports
- Disney

Cette page concerne les événements qui se sont déroulés un 25 mars dans les chemins de fer.

## Événements

### XIXesiècle
- 1876.  France :   ouverture de la section Sainte-Pazanne - Machecoul de la ligne Nantes - La Roche-sur-Yon par Challans (Compagnie des chemins de fer nantais).

### XXesiècle
- 1999.  Royaume-Uni :   Railtrack présente un programme d'investissements de 40,4 milliards d'euros pour rénover l'infrastructure ferroviaire du pays sur dix ans.

### XXIesiècle
- 2004.  France :   signature du contrat d'acquisition par la SNCF de 500 BB 75000 dont 400 en commande ferme au consortium Alstom - Siemens dans l’enceinte du dépôt de Villeneuve-Saint-Georges.

- 2013. France : mise en service du Francilien sur la ligne L du Transilien.
- 2013. France : le tunnelier Nolwenn, commence à creuser le futur tunnel du tramway T6 en Île de France.